# U-Bahn-Station Vorgartenstraße
Vorgartenstraße is een metrostation in het district Leopoldstadt van de Oostenrijkse hoofdstad Wenen. Het station werd geopend op 3 september 1982 en wordt bediend door lijn U1. Het is genoemd naar de zijstraat die ter hoogte van het station uitkomt op de Lasallestraße, de zijstraat dankt zijn naam aan de, voor Wenen ongebruikelijke, voortuinen van de panden in de straat.

## Geschiedenis
Op 26 januari 1968 werd besloten om een metronet in Wenen aan te leggen met drie lijnen waarvan de U1 zou lopen tussen Reumannplatz en Praterstern. De nadere uitwerking van het metronet, de U-Bahn-Netzvariante M uit 1970, omvatte een veel groter net met verlengingen die pas later zouden worden toegevoegd. Onder de Vorgartenstraße was een zijtak, lijn U1B, van de U1 voorzien echter met een station bij de Hillerstraße en niet bij de Lasallestraße. De hoofdlijn van de U1, die al in 1971 als zo snel mogelijk te bouwen verbinding was aangemerkt, zou over een metrobrug de Donau kruisen ter hoogte van de noordkant van de Mexikoplatz waar ook een station gepland was. Op 1 augustus 1976 stortte echter de Reichsbrücke in, wat aanleiding was om het tracé tussen Praterstern en Kaisermühlen geheel te herzien. De U1 werd in de nieuw te bouwen brug geïntegreerd waarmee ook het station op de rechteroever van de Donau onder de toerit van de brug kwam in plaats van aan de noordkant van de Mexikoplatz.  Op 3 september 1982 werd de verlenging van de U1 over de nieuwe Reichsbrücke in gebruik genomen.  

## Ligging en inrichting
Het station ligt aan de helling tussen Praterstern en de Reichsbrücke in het verlengde van de nieuwe brug. De aansluiting op de onderste verdieping van de brug betekent dat het station direct onder de straat ligt zonder een verdeelhal tussen de toegangen en de perrons. Door het ontbreken van een verdeelhal moeten reizigers bovengronds kiezen voor de gewenste richting. De noordoostelijke toegangen bij het kruispunt Vorgartenstraße/Lassallestraße zijn met vaste trappen direct met de respectievelijke zijperrons verbonden. De buslijnen 11A en 11B, die over de Vorgartenstraße rijden, hebben aan beide zijden van het kruispunt een halte zodat overstappers voor beide metrorichtingen een eigen bushalte hebben. 
De zuidwestelijke toegangen liggen bij de Radingerstraße, hier zijn openbare toiletten en ook liften waarmee het station ook rolstoeltoegankelijk is. 
Buslijn 82A rijdt door de Harkortstraße parallel aan de Radingerstraße een huizenblok stadinwaarts ten opzichte van het station. In de buurt van het station liggen de Vorgartenmarkt, de Mexikoplatz en het scheepvaartcentrum aan de Handelskai. Het is het dichtstbijzijnde station voor het deel van de Nordbahnwijk rond het Rudolf-Bednar-Park. 

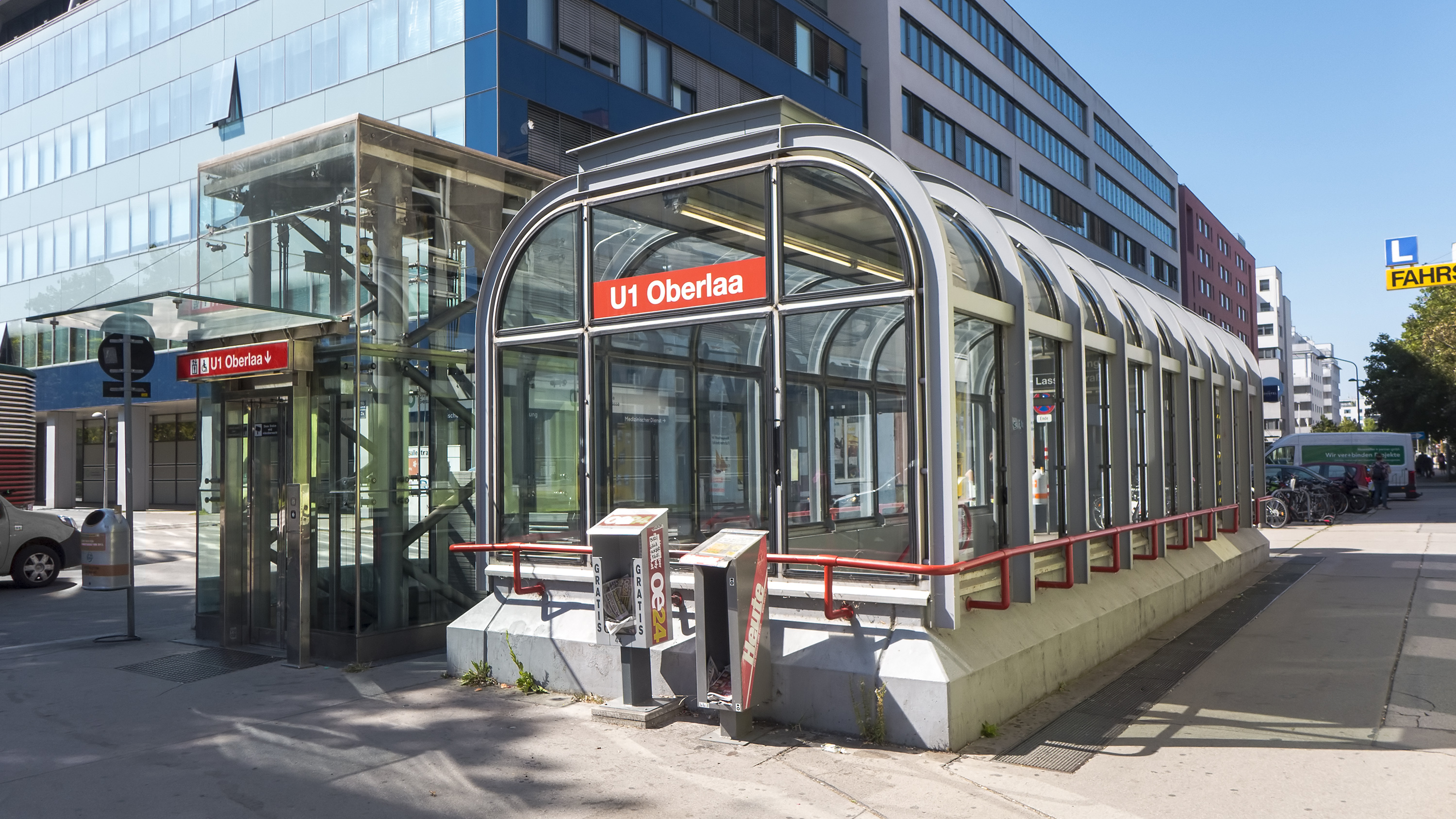
Toegang met lift bij de Radingerstraße.
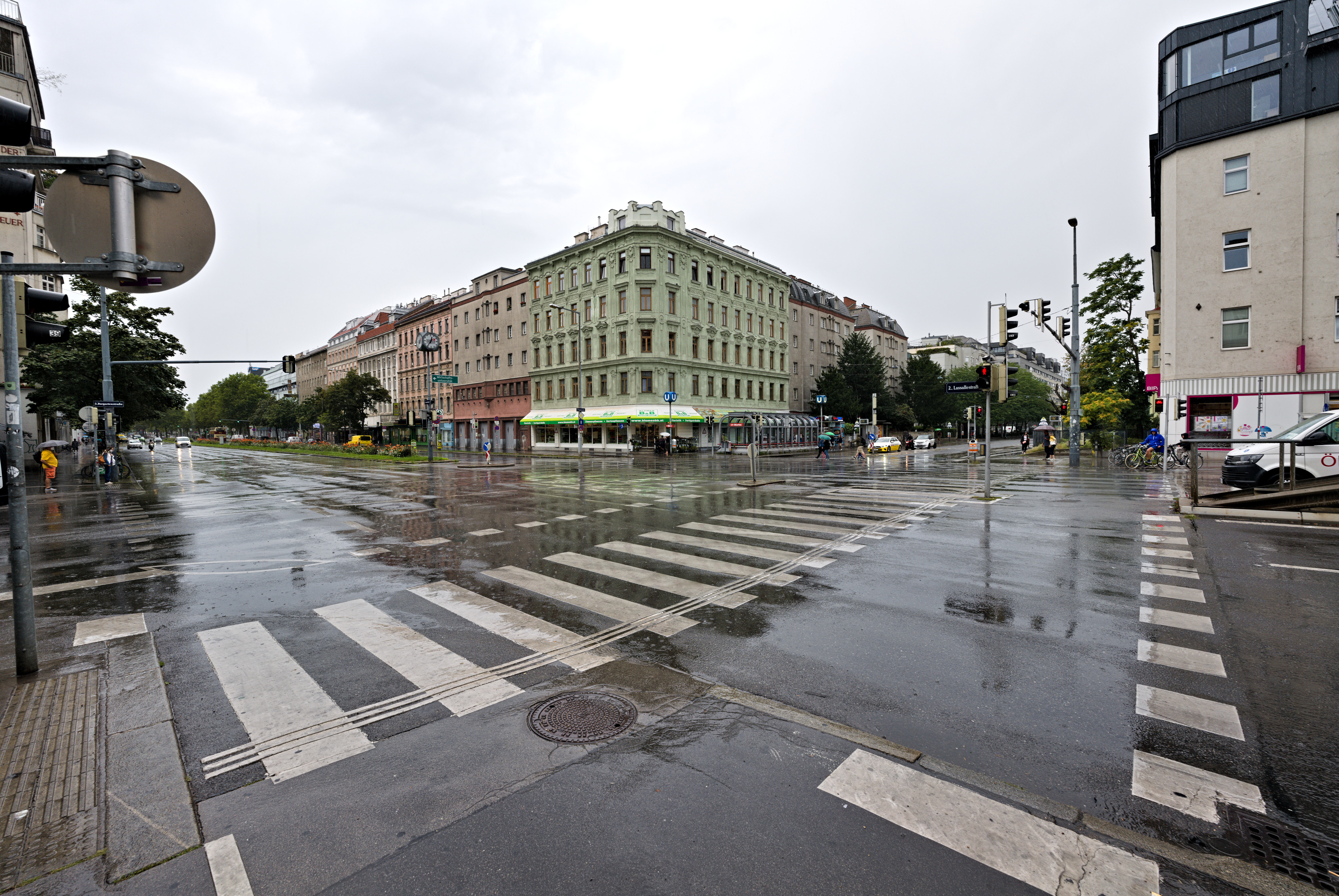
Het kruispunt Vorgartenstraße/Lassallestraße.
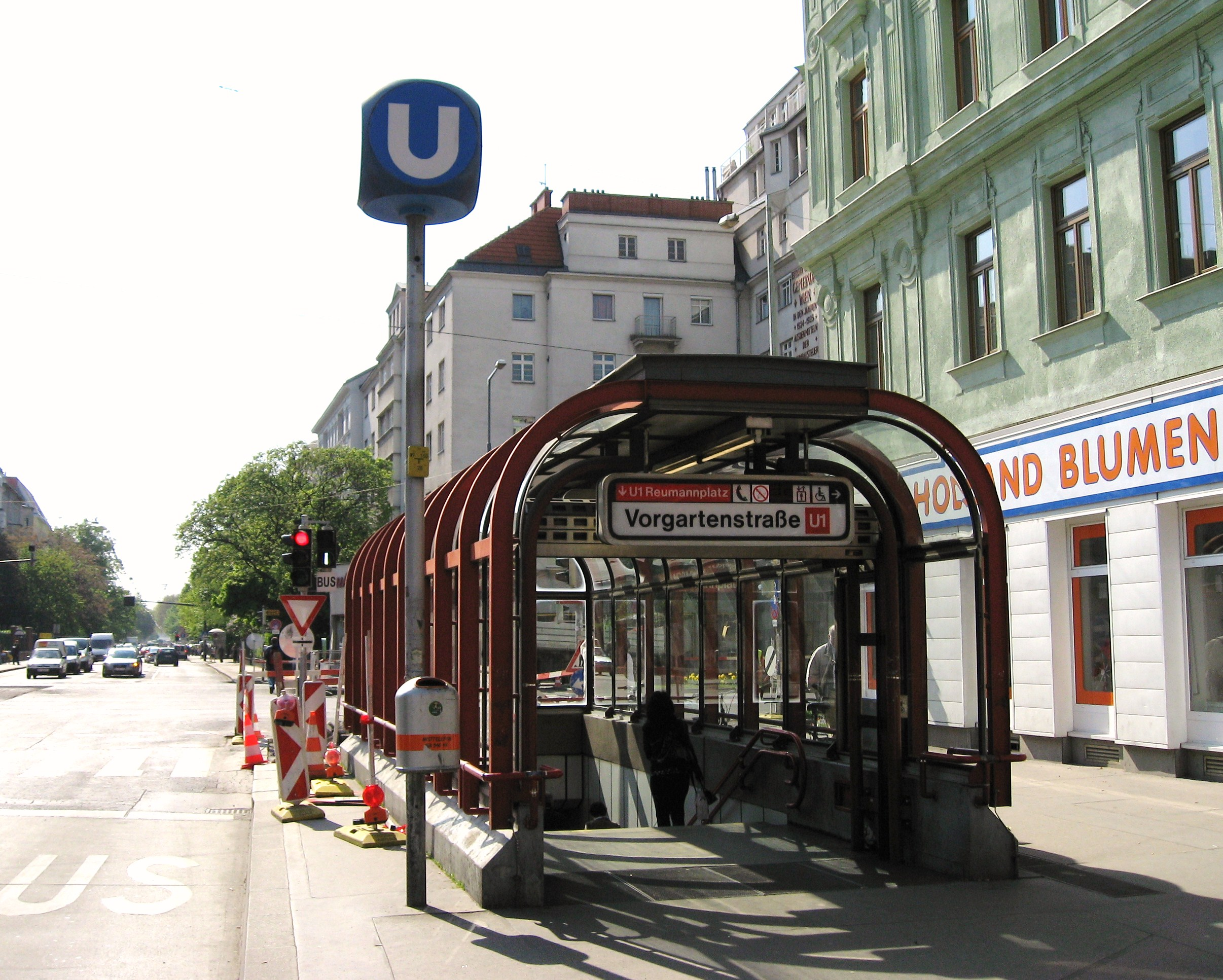
De noordelijke toegang in de Vorgartenstraße.